# Municipio de Willingboro
El municipio de Willingboro (en inglés: Willingboro Township) es un municipio ubicado en el condado de Burlington en el estado estadounidense de Nueva Jersey. En el año 2010 tenía una población de 31.629 habitantes y una densidad poblacional de 1.520,63 personas por km².

## Geografía
El municipio de Willingboro se encuentra ubicado en las coordenadas 40°1′39″N 74°53′1″O / 40.02750, -74.88361.

## Demografía
Según la Oficina del Censo en 2000 los ingresos medios por hogar en el municipio eran de $60,869 y los ingresos medios por familia eran $64,338. Los hombres tenían unos ingresos medios de $39,963 frente a los $31,554 para las mujeres. La renta per cápita para la localidad era de $21,799. Alrededor del 5.9% de la población estaba por debajo del umbral de pobreza.